# Sporosarcina contaminans

Sporosarcina contaminans est une bactérie Gram-positive et endospore du genre Sporosarcina qui a été isolée d'un sol de salle blanche industrielle à Göteborg en Suède,, ainsi que dans un échantillon sanguin humain.